# Melodie Kurta Weill’a i coś ponadto
Melodie Kurta Weill’a i coś ponadto – album Kazika Staszewskiego, wydany 7 maja 2001 r. Na płycie znajdują się piosenki z musicali Kurta Weilla i Bertolta Brechta pt. Opera za 3 grosze, Rozkwit i upadek miasta Mahagonny oraz Szwejk w drugiej wojnie światowej. Teksty piosenek Bertolta Brechta zostały przetłumaczone przez Romana Kołakowskiego. Dodatkowo na płycie znalazła się piosenka Nicka Cave’a. 

## Utwory
1. „Song o Alabamie”
2. „Pieśń o Kanonierach”
3. „Mandalay”
4. „Pieśń o Salomonie”
5. „Chorał poranny”
6. „Człowieku, jak masz żyć?”
7. „Pieśń, w której Mackie prosi wszystkich o przebaczenie”
8. „Ballada o kobiecie żołnierza”
9. „Straszna pieśń o Mackiem Majchrze”
10. „Krzesło łaski”
11. „Pieśń, w której Mackie prosi wszystkich o przebaczenie” (wersja z pętlą)
12. „Ballada o kobiecie żołnierza” (wersja quasi-skalna)
13. „Moritet von Mackie Messer”

### Kompozycje
- muzyka: Kurt Weill
- słowa oryginalne: Bertold Brecht
  - przekład: Roman Kołakowski

z wyjątkiem utworu „Krzesło łaski” („The Mercy Seat”):
- muzyka: Nick Cave i Mick Harvey
- słowa oryginalne: Nick Cave
  - przekład: Aleksander i Roman Kołakowscy

### Wykonawcy
- Kazik Staszewski - śpiew, sampler
- Krzysztof Banasik - gitary, waltornia, syntezator
- Adam Burzyński - gitary, fortepian
- Tomasz Goehs - perkusja
- Janusz Grudziński - fortepian, organy
- Michał Kwiatkowski - gitara, gitara basowa, syntezator
- Janusz Zdunek - trąbka, fortepian

## Sprzedaż
| Oficjalna Lista Sprzedaży OLiS |    |    |    |    |    |    |    |    |    |    |     |     |     |    |    |    |    |    |    |    |    |    |    |    |    |
| Tydzień                        | 01 | 02 | 03 | 04 | 05 | 06 | 07 | 08 | 09 | 10 | 11  | 12  | 13  | 14 | 15 | 16 | 17 | 18 | 19 | 20 | 21 | 22 | 23 | 24 | 25 |
| Pozycja                        | 1  | 2  | 2  | 3  | 4  | 5  | 6  | 6  | 11 | 9  | bd. | bd. | bd. | 14 | 13 | 16 | 16 | 40 | 47 | 24 | 31 | 36 | -  | -  | -  |